# Masaya Nishitani
Masaya Nishitani (jap. 西谷 正也, Nishitani Masaya; * 16. September 1978 in der Präfektur Tokushima) ist ein ehemaliger japanischer Fußballspieler.

## Karriere
Nishitani erlernte das Fußballspielen in der Schulmannschaft der Hokuyo High School. Seinen ersten Vertrag unterschrieb er 1997 bei Cerezo Osaka. Der Verein spielte in der höchsten Liga des Landes, der J1 League. Für den Verein absolvierte er 99 Erstligaspiele. 2002 wechselte er zum Ligakonkurrenten Vissel Kobe. Für den Verein absolvierte er 17 Erstligaspiele. 2004 wechselte er zum Zweitligisten Vegalta Sendai, 2005 dann zum Erstligisten Urawa Reds. Im September 2005 wechselte er zum Zweitligisten Consadole Sapporo. 2007 wurde er mit dem Verein Meister der J2 League und stieg in die J1 League auf. Für den Verein absolvierte er 108 Spiele. Ende 2008 beendete er seine Karriere als Fußballspieler.

## Erfolge
Cerezo Osaka
- Kaiserpokal

Finalist: 2001
Urawa Reds
- J1 League

Vizemeister: 2005
- Kaiserpokal

Sieger: 2005